# René Lacoste
Jean René Lacoste, zwany Le Crocodile (ur. 2 lipca 1904 w Paryżu, zm. 12 października 1996 w Saint-Jean-de-Luz) – francuski tenisista, wielokrotny zwycięzca turniejów wielkoszlemowych, zdobywca Pucharu Davisa, brązowy medalista igrzysk olimpijskich w Paryżu (1924) w grze podwójnej, jeden z „Czterech Muszkieterów Tenisa”.

## Kariera tenisowa
Razem z Cochetem, Brugnonem i Borotrą tworzył w latach 20. i 30. reprezentację Francji w Pucharze Davisa; Francuzów, którzy niespodziewanie w 1927 odebrali Puchar ekipie amerykańskiej (z wielką gwiazdą tenisa Tildenem w składzie) i bronili trofeum do 1932, nazywano „Czterema Muszkieterami Tenisa”.
Triumfował w siedmiu turniejach wielkoszlemowych w grze pojedynczej: Wimbledonie w latach 1925 i 1928, French Open w latach 1925, 1927 i 1929 oraz US Open w latach 1926 i 1927; w parze z Borotrą wygrał także debla na Wimbledonie w 1925 oraz na kortach Rolanda Garrosa w 1925 i 1929 roku.
Podczas igrzysk olimpijskich w Paryżu (1924) zdobył brązowy medal w grze podwójnej (w parze z Borotrą).
Rozegrał łącznie 51 spotkań w Pucharze Davisa.
Był uznawany za tytana pracy, dla potrzeb treningowych skonstruował maszynę do wyrzucania piłek pod różnym kątem. Po zakończeniu kariery założył przedsiębiorstwo – Lacoste, które początkowo produkowało odzież sportową, potem rozszerzyło swój asortyment.
Lacoste, który zajął się tenisem na zalecenie lekarzy ze względu na słabe zdrowie (dopiero w wieku 15 lat), zmarł jako ostatni z legendarnych muszkieterów. Wspólnie z kolegami z ekipy Pucharu Davisa został uhonorowany miejscem w międzynarodowej tenisowej galerii sławy.

### Finały w turniejach wielkoszlemowych

#### Gra pojedyncza (7–3)
| Końcowy wynik | Rok  | Turniej     | Przeciwnik w finale | Wynik                    |
| Finalista     | 1924 | Wimbledon   | Jean Borotra        | 1:6, 6:3, 1:6, 6:3, 4:6  |
| Zwycięzca     | 1925 | French Open | Jean Borotra        | 7:5, 6:1, 6:4            |
| Zwycięzca     | 1925 | Wimbledon   | Jean Borotra        | 6:3, 6:3, 4:6, 8:6       |
| Finalista     | 1926 | French Open | Henri Cochet        | 2:6, 4:6, 3:6            |
| Zwycięzca     | 1926 | US Open     | Jean Borotra        | 6:4, 6:0, 6:4            |
| Zwycięzca     | 1927 | French Open | William Tilden      | 6:4, 4:6, 5:7, 6:3, 11:9 |
| Zwycięzca     | 1927 | US Open     | William Tilden      | 11:9, 6:3, 11:9          |
| Finalista     | 1928 | French Open | Henri Cochet        | 7:5, 3:6, 1:6, 3:6       |
| Zwycięzca     | 1928 | Wimbledon   | Henri Cochet        | 6:1, 4:6, 6:4, 6:2       |
| Zwycięzca     | 1929 | French Open | Jean Borotra        | 6:3, 2:6, 6:0, 2:6, 8:6  |

#### Gra podwójna (3–1)
| Końcowy wynik | Rok  | Turniej     | Partner      | Przeciwnicy w finale         | Wynik                    |
| Zwycięzca     | 1925 | French Open | Jean Borotra | Jacques Brugnon Henri Cochet | 7:5, 4:6, 6:3, 2:6, 6:3  |
| Zwycięzca     | 1925 | Wimbledon   | Jean Borotra | John Hennessey Ray Casey     | 6:4, 11:9, 4:6, 1:6, 6:3 |
| Finalista     | 1927 | French Open | Jean Borotra | Jacques Brugnon Henri Cochet | 6:2, 2:6, 0:6, 6:1, 4:6  |
| Zwycięzca     | 1929 | French Open | Jean Borotra | Jacques Brugnon Henri Cochet | 6:3, 3:6, 6:3, 3:6, 8:6  |

#### Gra mieszana (0–2)
| Końcowy wynik | Rok  | Turniej | Partnerka                | Przeciwnicy w finale        | Wynik         |
| Finalista     | 1926 | US Open | Hazel Hotchkiss Wightman | Elizabeth Ryan Jean Borotra | 4:6, 5:7      |
| Finalista     | 1927 | US Open | Hazel Hotchkiss Wightman | Eileen Bennett Henri Cochet | 2:6, 0:6, 3:6 |